# Antoine de Ruffi
Antoine de Ruffi (* 20. Juni 1607 in Marseille; † 6. April 1689 ebenda) war ein französischer Regionalhistoriker.

## Leben und Werk
Antoine de Ruffi war der Enkel von Robert Ruffi. In Marseille bekleidete er hohe öffentliche Ämter. Unter Nutzung der nachgelassenen Papiere seines Großvaters veröffentlichte er 1642 die erste Geschichte seiner Heimatstadt. 1696 wurde der Text von seinem Sohn Louis-Antoine de Ruffi erheblich erweitert. Erst 1829 kam es zur Publikation einer besseren Histoire de Marseille durch Augustin Fabre. Antoine de Ruffi schrieb noch eine Geschichte der Grafen der Provence.

## Schriften (Auswahl)
- Histoire de la ville de Marseille, contenant tout ce qui s’y est passé de plus mémorable depuis sa fondation, durant le temps qu’elle a esté république et soubs la domination des Romains, Bourguignons, Wisigoths, Ostrogoths, roys de Bourgongne, vicomtes de Marseille, comtes de Provence et de nos roys très-chrestiens, recueillie de plusieurs autheurs grecs, latins, françois et espagnols et des titres et chartes tirées des archives de l’hostel de ville, des monastères et maisons religieuses de Marseille et de divers lieux de la Provence. Garcin, Marseille 1642.
  - 2., erweiterte Auflage von Louis-Antoine de Ruffi. H. Martel, Marseille 1696.
- Histoire des comtes de Provence. J. Roize, Aix-en-Provence 1654. Nachdruck : Éd. des Traboules, Brignais 1999.
- La Vie de M. le chevalier de La Coste. David, Aix-en-Provence 1659. (über Gaspard de Simiane, Sieur de Lacoste)